# Vlastimil Bubník
Vlastimil Bubník (18. března 1931 Kelč – 6. ledna 2015 Brno) byl český hokejista a fotbalista. V obou sportech reprezentoval Československo a hrál za brněnské kluby. Od roku 1997 je členem Síně slávy IIHF a v roce 2008 byl uveden do Síně slávy českého hokeje. Od roku 1976 byla jeho manželkou Hana Bubníková (rozená Machatová) a jeho tchánem byl Oldřich Machat.

## Lední hokej
Vlastimil Bubník se zúčastnil čtyř zimních olympiád, v roce 1952 (4. místo), 1956 (5. místo; byl zde také vlajkonošem československé výpravy), 1960 (4. místo) a 1964. Na své poslední olympiádě v Innsbrucku získal bronzovou medaili. Na olympiádách zaznamenal 36 kanadských bodů, což překonal až Teemu Selänne na ZOH 2010. Na mistrovstvích světa hrál v letech 1952–1956, 1960–1961 a 1963–1964 a získal třikrát bronz a jednou stříbro. V roce 1997 ho IIHF zařadila do své Síně slávy. Nastoupil celkem ke 127 mezistátním utkáním, v nichž vstřelil 121 gólů.
Na klubové úrovni vybojoval v dresu brněnského týmu (zpočátku Rudé hvězdy, později ZKL Brno) v letech 1955–1958 a 1960–1966 všech 11 titulů mistra republiky. Tohoto počtu titulů dosáhli kromě Bubníka v Brně ještě Bronislav Danda, Ladislav Olejník, František Mašlaň, Rudolf Scheuer a František Vaněk.

## Fotbal
Fotbal hrál za Královo Pole (1943–1953), Rudou hvězdu Brno (1953–1962), poté po fúzi s Rudou hvězdou Brno za TJ Spartak ZJŠ Brno (1962–1966) a TJ ZKL Brno (1964–1965).
V československé nejvyšší soutěži nastoupil ke 103 utkáním, vsítil 32 branky (1957–1961 za Rudou hvězdu Brno: 69 / 26, 1962–1966 za Zbrojovku: 34 / 6). Ve druhé fotbalové lize hrál 5 sezon za Rudou hvězdu Brno (1953–1956, 1961/62), během nichž vstřelil 40 branek. Druhou ligu hrál i za Královo Pole a ZKL Brno. V sezoně 1959/60 byl nejlepším střelcem Rudé hvězdy Brno v lize. Ve fotbalové lize docílil jednoho hattricku – 19. května 1959 do sítě Tatranu Prešov. Nastoupil k 5 utkáním evropských pohárů, docílil 3 branek (PVP 1960/61: 3 / 2 za Rudou hvězdu Brno, Veletržní pohár 1966/67: 2 / 1 za Spartak ZJŠ Brno).
Vlastimil Bubník nastoupil i k 11 reprezentačním utkáním, v nichž vsítil čtyři góly. Na Mistrovství Evropy ve fotbale 1960 získal bronz. V utkání o třetí místo proti domácí Francii vstřelil branku. Mohl se zúčastnit i mistrovství světa v roce 1962, ale dal přednost studiu.

## Ocenění
- člen Síně slávy IIHF (1997)

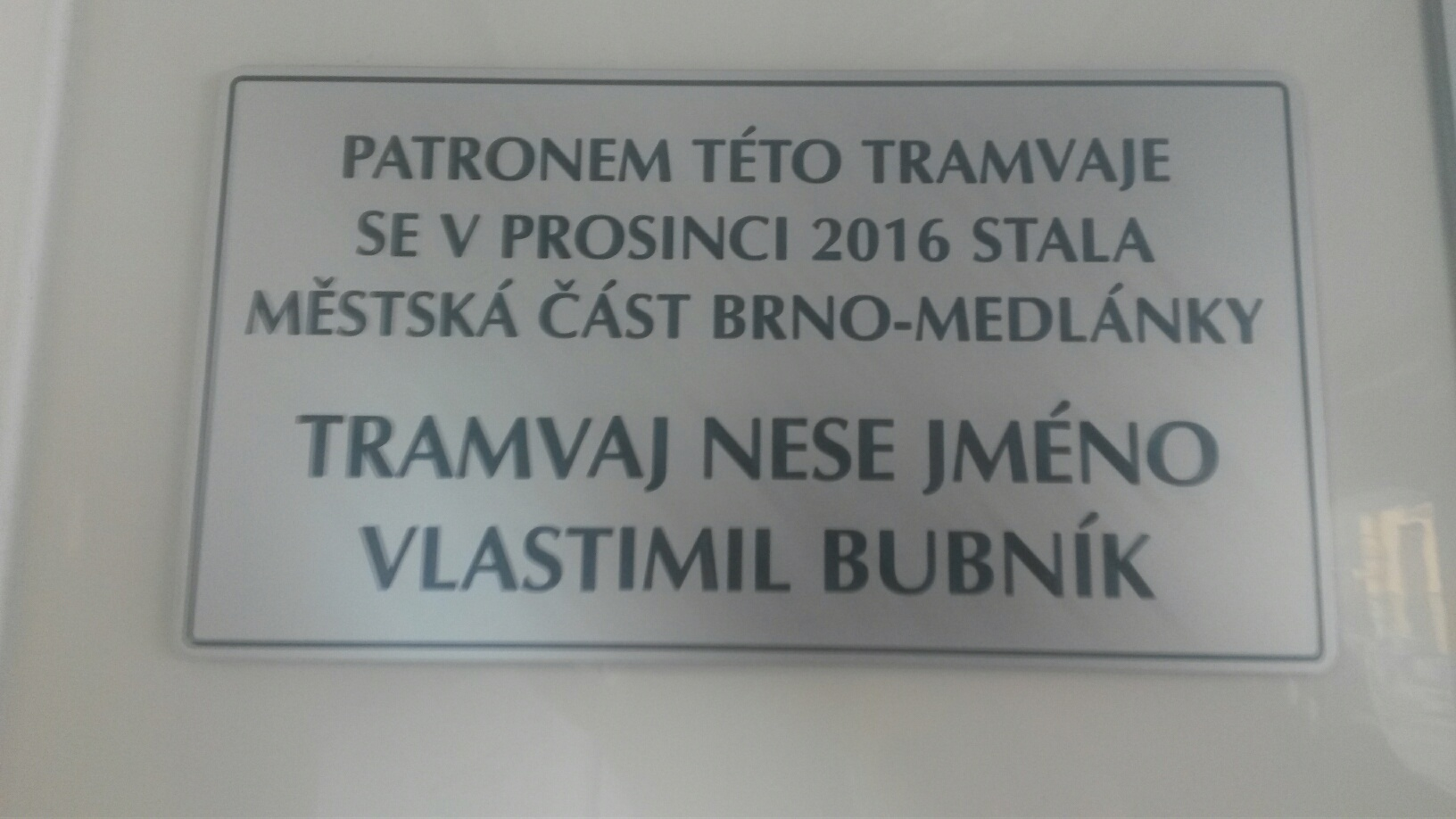
Tabulka se jménem patrona v tramvaji DPMB

- člen Síně slávy českého hokeje (2008)
- Cena Jihomoravského kraje (2015)
- V červenci 2017 byla urna s jeho ostatky Vlastimila Bubníka uložena na Čestném pohřebišti Ústředního hřbitova v Brně. [10]
- V prosinci 2016 byla po Vlastimilu Bubníkovi pojmenována nově dodaná tramvaj Škoda 13T č. 1941 Dopravního podniku města Brna. Stalo se tak na návrh městské části Brno-Medlánky.[11]